# Tribunal de la Alhambra
El Tribunal de la Alhambra es un óleo sobre lienzo de 75,2 x 59 cm. Pintado en 1871 por Mariano Fortuny. Se conserva en la Fundación Gala-Salvador Dalí en Figueras.

## Contexto
En su obra podemos ver el gusto y el entusiasmo del artista por el llamado estilo orientalismo, donde representa aspectos de la cultura oriental en Occidente. Este afán de Fortuny por la temática oriental viene dada por una serie de viajes que realizó a Marruecos, donde quedó fascinado por el exotismo de la cultura.
Es una de las obras más conocidas y emblemáticas del amplio catálogo de Fortuny, gracias a las numerosas reproducciones grabadas y fotográficas se pudo difundir mucho tras la muerte del artista. El momento álgido de la obra llega cuando cae en manos del pintor Salvador Dalí hacia 1962 en Nueva York.

## Análisis
La obra tiene distintos títulos como Tribunal d’un caïd, Los moros en el cepo o Los Supliciados. La pintura se ha relacionado con otras obras del artista como La matanza de los Abencerrajes (Barcelona, MNAC) y Músicos árabes, las cuales se crearon inspiradas por un hecho histórico específico en la Edad Media española, donde se asesinaron de manera muy violenta a un gran número de gente por razones políticas y reales. En el caso del Tribunal de la Alhambra, Fortuny no quiere representar ningún episodio concreto, sino que el cuadro responde al interés que despertaron en el pintor las escenas de ejecuciones, asesinatos y escarnios públicos ambientados en un pasado islámico de difícil concreción, cuya violencia podía resultar en muchas ocasiones demasiado explícita. Por ello se han encontrado muchos apuntes y estudios en papel del pintor sobre estos temas, pero solo se encuentra esta obra totalmente finalizada. La obra tiene gran cantidad de detalles muy fieles a lo que se encontraba en el Patio, es por eso que el artista realizó numerosos estudios previos sobre la pintura, uno de estos dibujos preparatorios lo encontramos en el MNAC. 
La escena que se representa se ambienta en el Patio del Mexuar (Palacio de Comares) o en el Patio del Cuarto Dorado. Este lugar fue muy ilustre para pintores posteriores que decidieron crear obras en la Alhambra. El emplazamiento se destinaba en la Edad Media a la celebración de audiencias, por lo que Fortuny tomó esto para realizar su obra. Quiso copiar correctamente los detalles para que la alusión fuera la correcta, como, por ejemplo, la tablilla que cuelga en el pilar de la derecha, encima de los reos. En ella estarían descritos los cargos de los que se acusaban a los personajes. Las dos sillas de montar a caballo pertenecerían a los condenados. Aunque Fortuny se acerca con fidelidad a los detalles del Patio del Mexuar, también incorpora otros monumentos sacados de distintas estancias de la Alhambra. Podemos ver en fotografías contemporáneas que Fortuny añade las hojas o batientes de madera flanqueando el tercer arco, el alicatado de las paredes, la decoración de cerámica de la fuente.
Los acusados se sitúan en primer término tumbados y amarrados por los pies con un cepo de madera. La sensación de perspectiva se crea por la sucesión de arcos, estos son los que dan profundidad a la obra. El artista repitió en varios dibujos preparatorios al personaje que aparece en cuclillas, podría ser un verdugo o un centinela. Este personaje aparece en una tabla final pintada al óleo que realiza Fortuny, la más cercana a la obra final. Será en esta última donde lo represente con armas en la espalda, como lo encontramos finalmente. Además, realiza distintas versiones del cepo, aunque en todas se encuentra en el Patio del Mexuar y con los reos, así como, el tribunal del fondo. Los presos también fueron estudiados en algunos dibujos previos, pero solo en uno de los dibujos los incluye dentro del marco arquitectónico.
De la obra se destaca su insuperable factura, la perfecta luminosidad que Fortuny consigue a través del reflejo del sol en las paredes blancas dando esa entonación dorada, la prolijidad de los motivos, la nitidez de la pintura y, sobre todo, el carácter enigmático del asunto representado. Los efectos lumínicos que da a la obra nos hablan de su lenguaje artístico durante su estancia en Granada, esto es posible ya que el artista seguramente trabajaba sus obras “in situ” del entorno arquitectónico de la Alhambra. 
La singularidad más sobresaliente se centra en las pronunciadas líneas de fuga que coexisten y suceden entre los distintos planos de la obra, completando ligeramente los ventanales abiertos del último término. El primer término destaca por el juego de luces en el agua de la fuente y, sobre todo, la luz de la pared haciendo una marca vertical en la composición. La pincelada es suelta, pequeña y rápida, pero muy detallada para reflejar con fidelidad los pequeños detalles del Patio. Esta pincelada rápida y suelta nos hace apreciar ya los ecos del Impresionismo francés.